# Eeyou Istchee Baie-James
Eeyou Istchee Baie-James (engelska: Eeyou Istchee James Bay) är en kommun med specialstatus i Québec i Kanada. Den omfattar största delen av regionen Nord-du-Québec söder om 55:e breddgraden, med undantag för creefolkets marker – creereservat, creebykommuner och mark i kategori II enligt Convention de la Baie-James et du Nord québécois – samt de fyra enklavstäderna Chapais, Chibougamau, Lebel-sur-Quévillon och Matagami.
Kommunen administreras gemensamt av representanter för creefolket och andra quebekier genom Gouvernement régional d’Eeyou Istchee Baie-James (cree: Eenou Chishaauchimaau, engelska: Eeyou Istchee James Bay Regional Government), vars styrelse utses av Eeyou Istchee, enklavstäderna och den egna kommunens icke-cree-invånare.
Tre kommundelar (localités) har lokalt valda nämnder som är ansvariga för vissa uppgifter. Dessa är orterna Radisson och Villebois samt Valcanton, som omfattar byarna Val-Paradis och Beaucanton.
Kommunen ersatte 2014 den tidigare kommunen Baie-James, bildad 1971 i samband med James Bay-projektet, som även omfattade kategori II-mark och saknade creerepresentation.